# François Claudius Compte-Calix
François Claudius Compte-Calix (Lyon, 1813 - Chazay d'Azergues, 1880) fue un pintor francés del siglo XIX.

## Biografía
Pintor, grabador y litógrafo francés nacido en Lyon el 27 de agosto de 1813 y muerto en Chazay d'Azergues el 20 de julio de 1880. Fue discípulo de Bonnefond en la Escuela de Bellas Artes de Lyon, estableciéndose en París en 1836. 
Adquirió grandísima reputación pintando cuadros anecdóticos y sentimentales, que correspondían a la corriente romántica que imperaba entre sus coetáneos: sus obras, cuyo dibujo no era siempre perfecto, tenían el colorido bonito y agradable y la pincelada fácil, siendo popularizados por todos los medios de reproducción durante el segundo tercio del siglo XIX.
Su esposa, Celeste Compte-Calix, pintoó algunas obras pertenecientes al mismo género sentimental.

## Obras
- La caída de las hojas (1842)
- Dios y Patria (1849)
- ¡Pobre madre! (1857)
- El canto del ruiseñor (1859)
- La partida de las golondrinas (1870)
- Retrato del Conde de Itamaraty
- Retrato de la Marquesa de Itamaraty

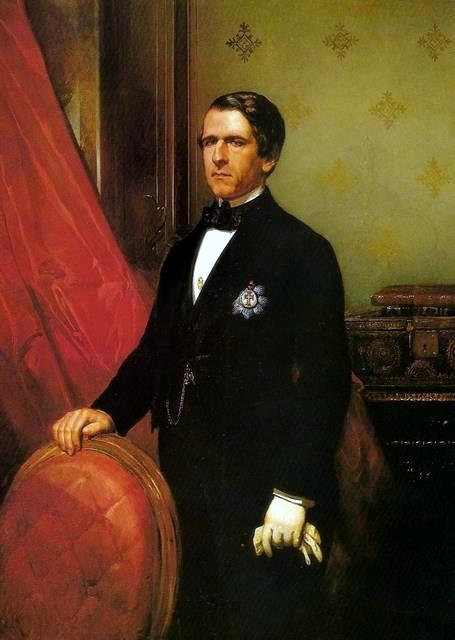
Retrato del Conde de Itamaraty.
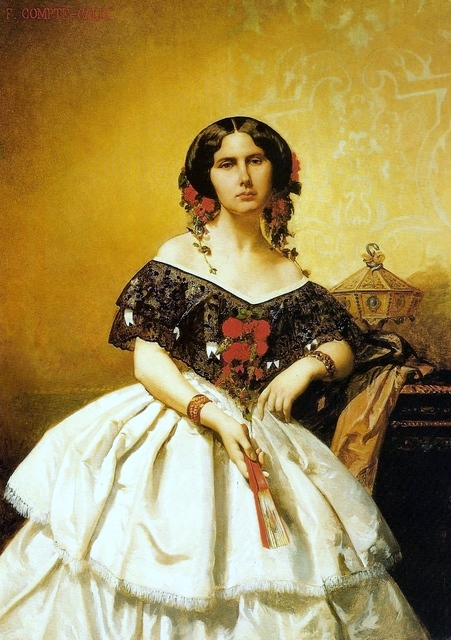
Retrato de la Marquesa de Itamaraty.

## Museos
- Museo de Leipzig
- Museo de Roanne